# Nicolae Țîu
Nicolae Țîu (n. 25 martie 1948, Andrușul de Jos, raionul Cahul, RSS Moldovenească, URSS) este un funcționar comunist de înalt rang în anii 1980, politician, diplomat, profesor universitar și doctor în economie moldovean. La prima plenară după Congresul XVI al PCM (23-24 ianuarie 1986) a fost ales șef al Secției Agricultură a CC. În iulie 1986 Vladimiri Kiktenko a fost exclus din Biroul  CC, iar în locul său a fost promovat Țâu. Astfel Țîu devenea unul din primii 11 comuniști ai RSSM. Ca și alți comuniști de rang înalt a reușit să se reorentieze și să rămână la putere și după Transformare. A fost primul Ministru al Afacerilor Externe al Republicii Moldova din 6 iunie 1990 până la 28 octombrie 1993. Între august 1990 și până la obținerea independenței a fost ministru de externe a RSS Moldova, iar apoi a Ministru de Externe al Republicii Moldova în două guverne: 28 mai 1991 – 1 iulie 1992 și 1 iulie 1992 – 28 octombrie 1993.
Ulterior a exercitat funcția de Ambasador Extraordinar și Plenipotențiar al Republicii Moldova în Statele Unite ale Americii, Canada și Mexic între anii 1993-1998.
Din anul 2002, activează ca profesor universitar la catedra Economie și Relații Economice Internaționale, Universitatea Liberă Internațională din Moldova.
Între anii 2011 - 2015, Vicerector Relații Internaționale, Universitatea Liberă Internațională din Moldova.
Din anul 2015, activează ca profesor universitar la catedra Relații Economice Internaționale, Academia de Studii Economice din Moldova.
A publicat 12 monografii și 150 de articole în Moldova, SUA, România, Rusia, Ucraina și Coreea de Sud. 
Pe lângă limba maternă - româna, mai vorbește engleza, bulgara, franceza și rusa.

## Distincții
- ”Ordinul  de onoare” (2012)
- Ordinul „Gloria Muncii” (1976)